# Ochotnica Dolna
Ochotnica Dolna [ɔxɔtˈnit͡sa ˈdɔlna] là một ngôi làng ở quận Nowy Targ, Voivodeship của Ba Lan, ở miền nam Ba Lan. Đó là chỗ ngồi của gmina (khu hành chính) được gọi là Gmina Ochotnica Dolna. Nó nằm khoảng 23 kilômét (14 mi) về phía đông của Nowy Targ và 65 km (40 mi) về phía đông nam của thủ đô Kraków.
Ngôi làng mở rộng có dân số 2.100 người. Cùng với Ochotnica Górna (tách ra vào năm 1910), nó tạo thành một trong những ngôi làng dài nhất ở Ba Lan. Ochotnica là một ngôi làng giải trí và là điểm đến thể thao mùa đông nằm trong thung lũng của dãy núi Gorce bên dưới Công viên Quốc gia Gorce.
Ngôi làng này từng là nơi xảy ra vụ thảm sát dân số Ba Lan tại địa phương bởi Đức quốc xã năm 1944. 

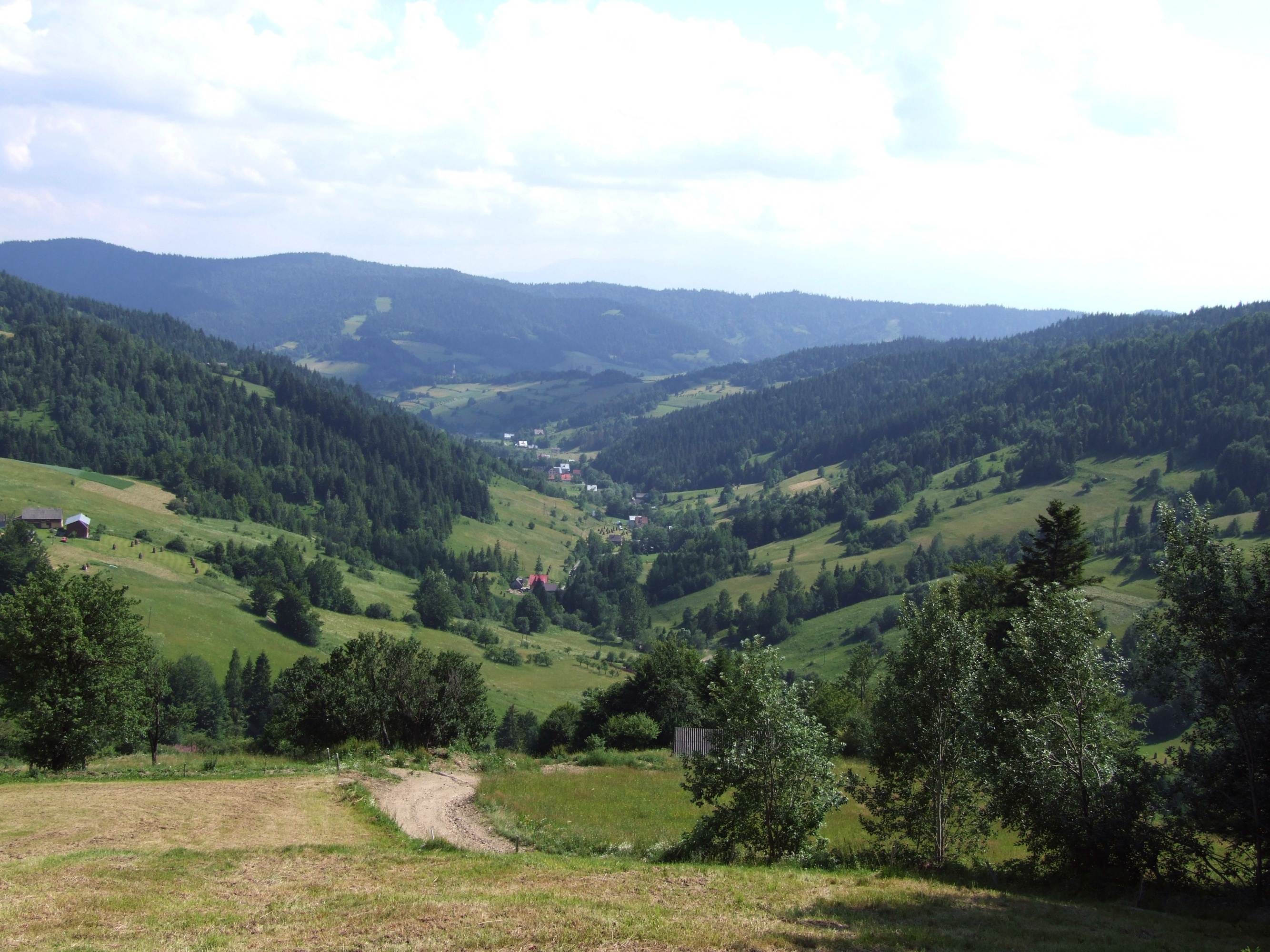
Thung lũng sông Potok Gorcowy ở Ochotnica Dolna